# 莱尼
莱尼（法語：Légny，法語發音：[leɲi]）是法国罗讷省的一个市镇，属于索恩河畔自由城区。

## 地理
莱尼（45°54'30"N, 4°35'1"E）面积3.97 平方千米，位于法国奥弗涅-罗讷-阿尔卑斯大区罗讷省，该省份为法国中东部省份，北起顺时针与索恩-卢瓦尔省、安省、里昂大都会、伊泽尔省和卢瓦尔省接壤。
与莱尼接壤的市镇（或旧市镇、城区）包括：圣韦朗、萨尔塞、勒布勒伊、瓦勒德万。

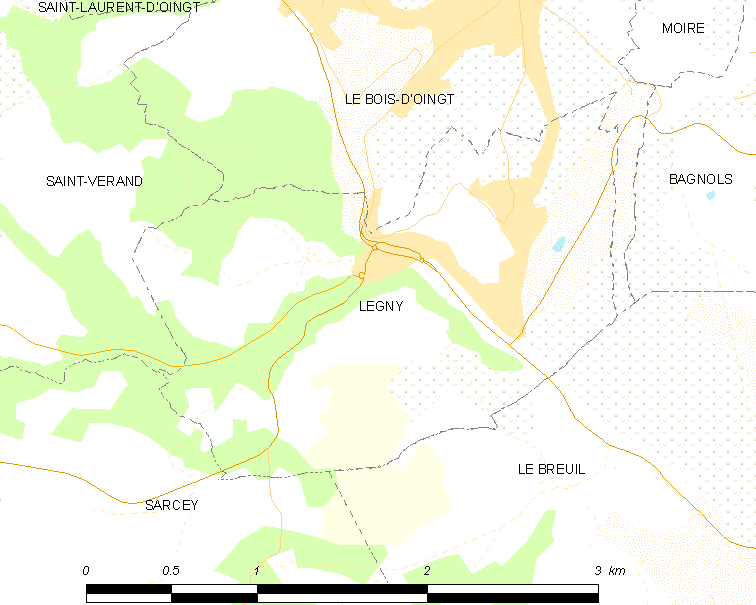
莱尼的OSM定位图

莱尼的时区为UTC+01:00、UTC+02:00（夏令时）。

## 行政
莱尼的邮政编码为69620，INSEE市镇编码为69111。

## 政治
莱尼所属的省级选区为瓦勒德万县。

## 人口

1962-2008年间莱尼人口变化图示

莱尼于2022年1月1日时的人口数量为699人。